# Etruština

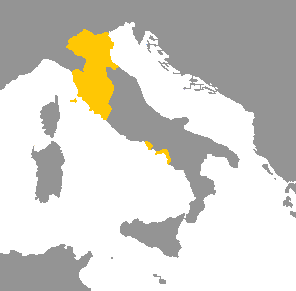
Území, na kterém byla používána etruština

Etruština byl starověký jazyk používaný v období od 9. stol. před n. l. do 1. stol. n. l. v Etrurii (přibližně dnešní Toskánsko a sever Lazia) a v částech dnešní Lombardie, Benátska a Emilia-Romagna, odkud byli Etruskové vytlačeni Galy. Etruština byla úplně nahrazena latinou, a tak po ní zbylo pouze nevelké množství psaných památek, některá přejatá latinská slova a některé místní názvy, jako například Parma.
Etruské texty pocházejí z Etrurie, Kampánie, Lazia, Falerii, Vejí, Cerveteri (Caeri), Tarquinií a jejich okolí, ale také z oblastí mimo Itálii, s nimiž Etruskové udržovali obchodní a diplomatické styky. K nim patří kupř. Gallia Narbonensis, Korsika, Sardinie a severokartaginské pobřeží Afriky. Nejsevernější nález pochází z okolí rakouského Guffertu (hora v Tyrolsku).
Jde převážně o epigrafický jazyk, tj. jazyk nápisů, které se zachovaly většinou jen ve zlomcích.

## Původ
Původ etruského jazyka byl předmětem dlouhodobých spekulací, které se zčásti vyjasnily až na základě nalezení dvoujazyčného textu (tzv. bilingua), který obsahoval stejný text psaný jazykem Féničanů i Etrusků. Tři zlaté destičky obsahující dvoujazyčné věnování fénické bohyni Aštart od krále etruského města Caere (dnes Cerveteri), jménem Thefarie Velianas. Tento významný archeologický nález byl učiněn roku 1964 v italském městě Pyrgi, které sloužilo jako přístav pro město Caere. Od této doby byla nalezena celá řada dalších předmětů popsaných dvoujazyčným textem. Za dosud nejvýznamnější nalezený etruský text se všeobecně považuje „náboženský kalendář“, který byl červeným a černým inkoustem kaligrafován na plátno tzv. „záhřebské mumie“. Dodnes ovšem i přes další nálezy nejsme schopni význam většiny etruských slov identifikovat.

## Zařazení
Za nejpravděpodobnější se považuje, že etruština je příbuzná pouze rodině tyrhénských jazyků, jež je sama o sobě izolovaná a nepříbuzná všem ostatním jazykovým rodinám, jež známe. V posledních letech je uznáváno, že rétština a lémnoština (jazyk obyvatel ostrova Lémnos) patří také do této rodiny.
Ve svém díle Naturalis historia (1. století n. l.), česky Kapitoly o přírodě, napsal Plinius starší o obyvatelích Alp: „Rétové a Vindelikové množstvím měst sousedí s Noriky. Galové říkají, že Réťané pocházejí z Etrusků, kteří byli vytlačeni pod vedením Raeta.“ To by naznačovalo, že Rétové jsou skutečně s Etrusky příbuzní, ale i navzdory tomu panují nejasnosti a spory.
Někteří současní vědci na základě gramatických výzkumů a výzkumů slovní zásoby uvádějí, že tyrhénská jazyková rodina je volně příbuzná s indoevropskou jazykovou rodinou. Pro další závěry však chybí informace a především původní texty v dalších jazycích. Pro mnoho konzervativních vědců tak etruština stále zůstává izolovaným jazykem. Důkladnému výzkumu jazyka Etrusků se věnoval např. německý jazykovědec Helmut Rix.

## Písmo
Od etruského písma odvozuje svoji podobu i latinská abeceda, jež byla coby stará italická abeceda pro latinu přejata. Vychází z eubojské varianty řecké abecedy. Jeho původ tak sahá k západosemitským jazykům.

## Galerie

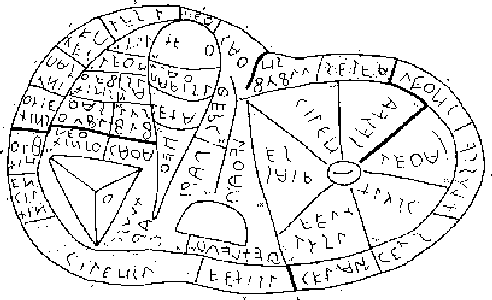
Popis jater, používaný etruskými Haruspiky při věštění z jater.
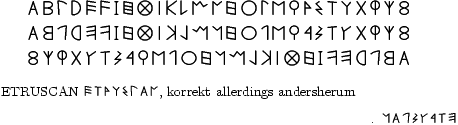
Příklad etruského písma.
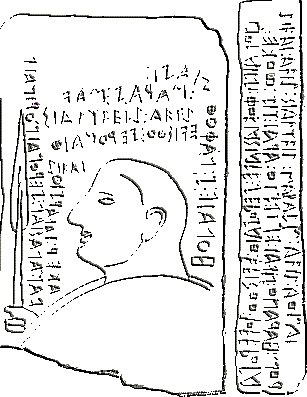
Tyto nápisy nalezené v hrobce na ostrově Lémnos jsou považovány za etruské.
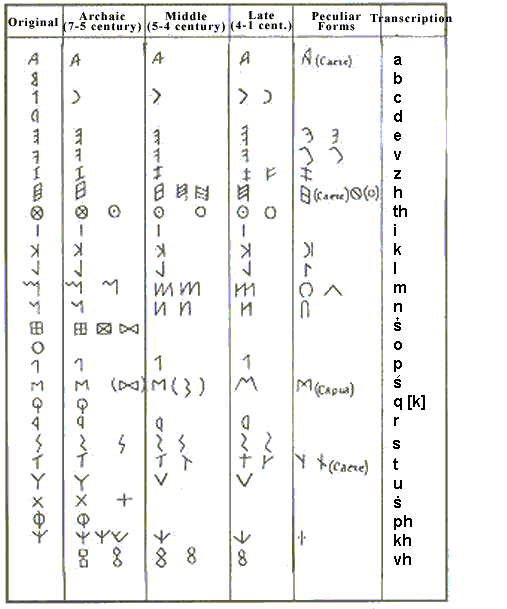
Etruská abeceda.

V této podobě byla abeceda používaná Etrusky rozšířena na území od jihu Itálie (od Kampánie) až po severní alpský region. Postupně ji adoptovaly umberské, venétské a pravděpodobně i latinské kmeny, včetně Římanů, kteří převzali písmeno „C“ pro fonetické vyjádření „K“. Od hypotézy, že některé prvky etruské abecedy pronikly také mezi germánské runové znaky, již bylo upuštěno.

## Zachované texty
Kromě nápisů na předmětech a jiných objektech, jako jsou kupř. nádoby, náhrobní nápisy či jména na sponách (většinou křestní jméno zemřelého), byly nalezeny následující rozsáhlejší texty:
- Záhřebská mumie (lat. Liber linteus)

Dosud nejdelší objevený text z 1. století před n. l., který je zapsán na pruhu lněného plátna, do něhož byla zavinuta egyptská mumie, uchovávaná v Národním muzeu v Záhřebu. Jde o 8 pruhů (3 jsou ztraceny), které tvoří jakousi „knihu“. Text byl zapsán červeným a černým inkoustem, tvoří ho 12 odstavců o zhruba 230 řádcích obsahujících přibližně 1200 čitelných slov. Často se tato slova z rituálních důvodů opakují, takže po této eliminaci jde nakonec o 500 různých výrazů. Tento text je označován jako „náboženský kalendář“, obsahuje popis ceremonií na každý den, které jsou včetně určení času a místa předepsány pro jednotlivé bohy.
- Hliněná tabulka z Capuy (lat. Tabula Capuana)[5][6]

Text tvoří 10 odstavců o 62 řádcích. Každý odstavec je oddělen lineární čarou, čitelných je zhruba 300 slov. Hliněná tabulka o rozměrech 60 x 50 cm byla objevena v r. 1898 poblíže Capuy na pohřebišti Santa Maria di Capua Vetere. Jde o desetiměsíční kalendář, počínaje březnem, který popisuje rituály určené jednotlivým bohům. Etruské měsíce podle něho zní: březen = *velχitna, duben = apiras(a), květen = anpili(a) nebo ampner, červen = acalva nebo acal(a), červenec = *turane nebo parθum, srpen = *hermi, září = celi, říjen = *χesfer.
- Cippus z Perugie (lat. Cippus Perusinus)[7][8]

Jde o čtyřhranný travertinový kámen o rozměrech 1,49 m x 54 cm x 24,5 cm s etruským nápisem, který byl nalezen roku 1822 na kopci San Marco nedaleko Perugie. Podle typu písma pochází z 3. až 2. století před n. l. Text sestává z 24 řádků na jedné straně stély a z 22 řádků na její levé, užší straně. Jde o přepis smlouvy mezi dvěma rodinami týkající se pozemku, na kterém měla být umístěna hrobka jedné z nich.
- Zlaté destičky z Pyrgi[9]

V roce 1964 byly objeveny během vykopávek italským archeologem Massimem Pallottinem tři zlaté destičky, dvě z toho obsahovaly etruský text, jedna punský. Delší etruský nápis, obsahově podobný s punským, s nímž se ale slovně plně nekryje, se týká panovníka jménem Thefarie Velianas z města Caere, který ve svém třetím roce vlády nechal na tomto místě postavit chrám se sochou zasvěcený bohyni Uni (Juno). Druhý, kratší etruský nápis obsahuje zprávu o jeho dodatečném zasvěcení bohu Tinii (Jupiter). Otvory po stranách destiček ukazují, že byly na podklad přibity. Jsou uchovávány v Národním etruském muzeu ve vile Giulii v Římě (Museo nazionale etrusco di Villa Giulia).
- Čtyři nápisy na olověném podkladu

Olověný proužek o šířce 2,7 cm ze Santa Marinelly (it. Lamina plumbea di Santa Marinella) pochází z období 520 až 480 před n. l. Jde o několik zlomků, které představují nejspíše zápis jedné věštby. Zachovaný text obsahuje 80 slov, z nichž 40 je plně čitelných.
Olověná destička z Magliana, uchovávaná v Archeologickém národním muzeu ve Florencii, pochází z 5. století před n. l. a byla objevena v roce 1882. Je 191 g těžká a má ne zcela pravidelný kruhový tvar (poloměr 7 cm a 8 cm). Etruský nápis o 70 slovech je zde netradičně formován do spirály. Přes značný počet známých slov je vyznění textu nejasné, je zde uvedena řada božstev z podsvětí a obětiny k nim, destička mohla sloužit i jako amulet.
Třetí nález pochází z Volterry a obsahuje nejspíše rituální text. Čtvrtý text je proklínací tabulkou nalezenou v Campiglia Marittima.
- Bronzová tabulka z Cortony (lat. Tabula cortonensis)[10][11]

Jde o sedm zlomků listiny velikosti 50 x 30 cm (levá dolní část chybí), datované zhruba kolem roku 200 před n. l., která byla neznámým sběratelem odevzdána policii v Cortoně v roce 1992. Etruský text má délku 32 řádků a podle některých vědců jde o notářský záznam rozdělení dědictví mezi dvě rodinné větve.

## Gramatika

#### Deklinace
Podle Helmuta Rixe se v etruštině rozlišují následující pády (V = vokál):
nominativ: nulový sufix (základní tvar)
akuzativ: u jmen je totožný s nominativem; u zájmen sufix -n(i)
genitiv: -(V)s; -(a)l
lokativ: -i
ablativ: -is; -(a)ls
pertinentiv: -(V)si; -(a)le
Plurál je značen sufixy -(V)r bzw. -χva/-cva/-va/-ua; tento sufix předchází pádovému sufixu.

#### Konjugace
Nerozlišují se jednotlivé osoby ani jednotné a množné číslo.
přítomný čas: -e
příčestí činné: -ce
příčestí trpné: -χe
imperativ: kořen slovesa
konjunktiv: -a
debitiv: -ri
Verbální substantiva jsou tvořena sufixy -u (výsledek), -θ (současnost), -as (předčasnost), -e (infinitiv).

#### Slovní zásoba
Je znám význam cca 200 etruských slov, byť s určitými omezeními, význam dalších 300 až 400 výrazů je nejistý. Nejběžnější výrazy:
otec – apa
matka – ati
syn – clan
dcera – seχ
bratr – ruva
dědeček – papa
babička – teta
manželka – puia
slunce – usil
měsíc (na obloze, část roku) – tiur
rok – avil

#### Etruská křestní jména
Příklady čistě etruských jmen:
muž: Avile/Avele/Aule, Arnθ, Larθ, Lar(e)ce, Laris, Vel, Śeθre, Tarχi
žena: Larθi(a), Veli(a), Śeθr(i)a, Fasti(a)/Hasti(a), Tarχa, Θana, Θanχvil, Ramθa

#### Číslovky (podle Pfiffiga 1969)
1 – θu(n)
2 – zal, esal
3 – ci
4 – śa
5 – maχ
6 – huθ
7 – semφ
8 – cezp
9 – nurφ
10 – śar
20 – zaθrum

## Vzorový text
Ita tmia icac heramašva vatieχe Unial-Astres,
θemiasa meχ θuta.
Θefariei Velianas sal cluvenias turuce.
Munistas θuvas tameresca ilacve tulerase.